# Seiko Hashimoto
Pour les articles homonymes, voir Hashimoto.
Seiko Hashimoto (橋本 聖子, Hashimoto Seiko) (nom d'épouse : Seiko Ishizaki ((石崎 聖子, Ishizaki Seiko)), née le 5 octobre 1964 à Hayakita, est une femme politique japonaise, ancienne patineuse de vitesse et coureuse cycliste sur piste. Elle est de février à août 2021 la présidente du comité d'organisation des Jeux olympiques de Tokyo 2020. 

## Biographie
Seiko Hashimoto a la particularité d'avoir participé aux Jeux olympiques dans deux disciplines différentes. Elle représente le Japon en patinage de vitesse lors de quatre Jeux olympiques d'hiver d'affilée, les premiers étant ceux de Sarajevo en 1984 et remporte une médaille de bronze sur 1 500 mètres aux Jeux olympiques d'hiver de 1992 à Albertville. Hashimoto participe aussi aux Jeux olympiques d'été en cyclisme sur piste trois fois consécutivement, débutant lors des Jeux olympiques d'été de 1988 à Séoul.
Elle se lance ensuite dans la politique et est élue en 1995 à la Chambre des conseillers pour le Parti libéral-démocrate. En 2006, elle devient présidente de la Fédération japonaise de patinage. Elle est en 2008 secrétaire d'État aux Affaires étrangères au sein du gouvernement Asō, en fonction jusqu'en septembre 2009.
En 2019, elle est nommée ministre d'État, chargée des Jeux olympiques et paralympiques de Tokyo et des Événements sportifs, sous la tutelle du Premier ministre, au sein du gouvernement Abe 4 après remaniement (ja). Elle s'illustre dès les premiers jours de son mandat en refusant la demande coréenne tendant à interdire dans les stades olympiques le port du drapeau du Soleil levant , drapeau controversé de la marine japonaise, en cohérence avec son adhésion au lobby Nippon Kaigi qui milite pour le rétablissement de l'impérialisme et du militarisme, ainsi que la négation des crimes de guerre. En septembre 2020, elle est reconduite dans le gouvernement Suga.
En février 2021, elle devient la présidente du Comité d'organisation des Jeux olympiques de Tokyo. Elle remplace Yoshiro Mori, qui avait démissionné à la suite de remarques sexistes.

## Distinctions et honneurs

### Décoration du Comité international olympique
- Ordre olympique échelon or (Comité international olympique), le 09 août 2021, décorée avec Yuriko Koike et Toshiro Muto[4]